# 茅运动

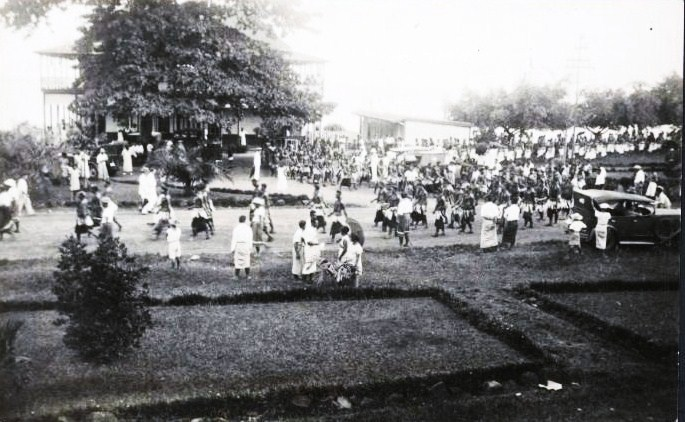
茅運動期間的示威抗議

茅运动是20世纪上半叶萨摩亚人民为摆脱外國殖民统治而发起的非暴力运动。茅运动支持者喜歡穿海军蓝色的拉巴拉巴，后来該服飾被殖民當局禁止。 1929年12 月，新西兰宪兵在阿皮亚的街头向茅運動支持者开枪，造成11名萨摩亚人身亡。此外還有一名新西兰警员被抗议者打死。 在茅运动的開展下，萨摩亚最終于1962年正式独立。